# Tibagi
Tibagi es una ciudad brasileña, situada en el interior del estado de Paraná, a 200 km de Curitiba. Fue fundada en 1872. Tiene una población de 19.983 habitantes según la estimación de 2010.

## Etimología
El término hace referencia al Río Tibagi, que nace en los Campos Generales, corta el territorio municipal y llega al Río Paranapanema.

## Geografía
El municipio tiene un área total de 3.108,746 km², siendo el municipio con el mayor área de Paraná. Representa 1,5597% del Estado, 0,5516% de la región y 0,0366% de todo el territorio brasileño.

### Demografía
Datos del censo - 2006
Población total: 20 714
- Urbana: 5814
- Rural: 14 900
- Hombres: 10 518
- Mujeres: 10 196

Índice de Desarrollo Humano (IDH-M): 0,686
- IDH-M Salario: 0,615
- IDH-M Longevidad: 0,668
- IDH-M Educación: 0,774

## Transporte

### Hidrografía
- Río Tibagi
- Río Iapó

### Carreteras
- BR-153 - Carretera Transbrasiliana
- PR-340